# Hotel Regina

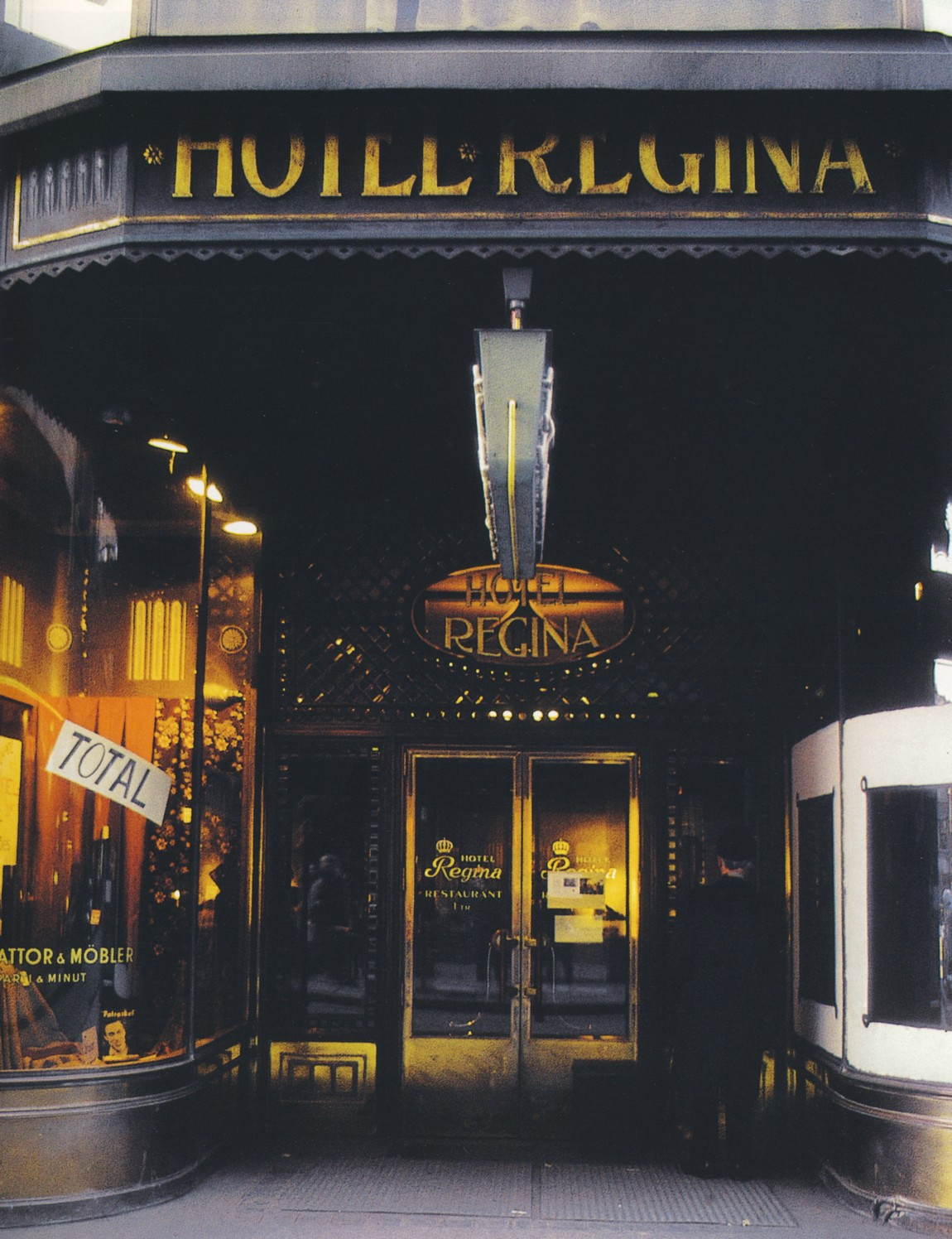
Hotellentrén i mars 1962

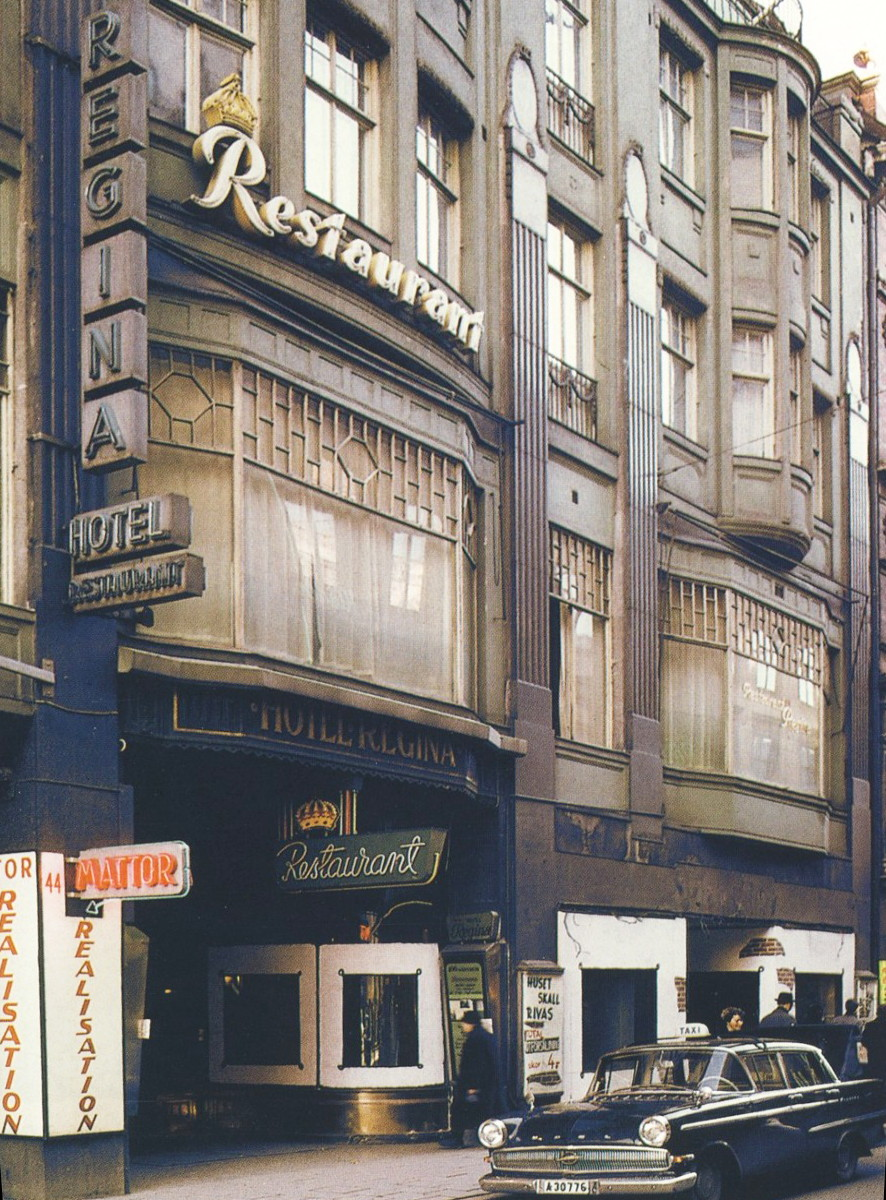
"Hotel Regina" i mars 1962

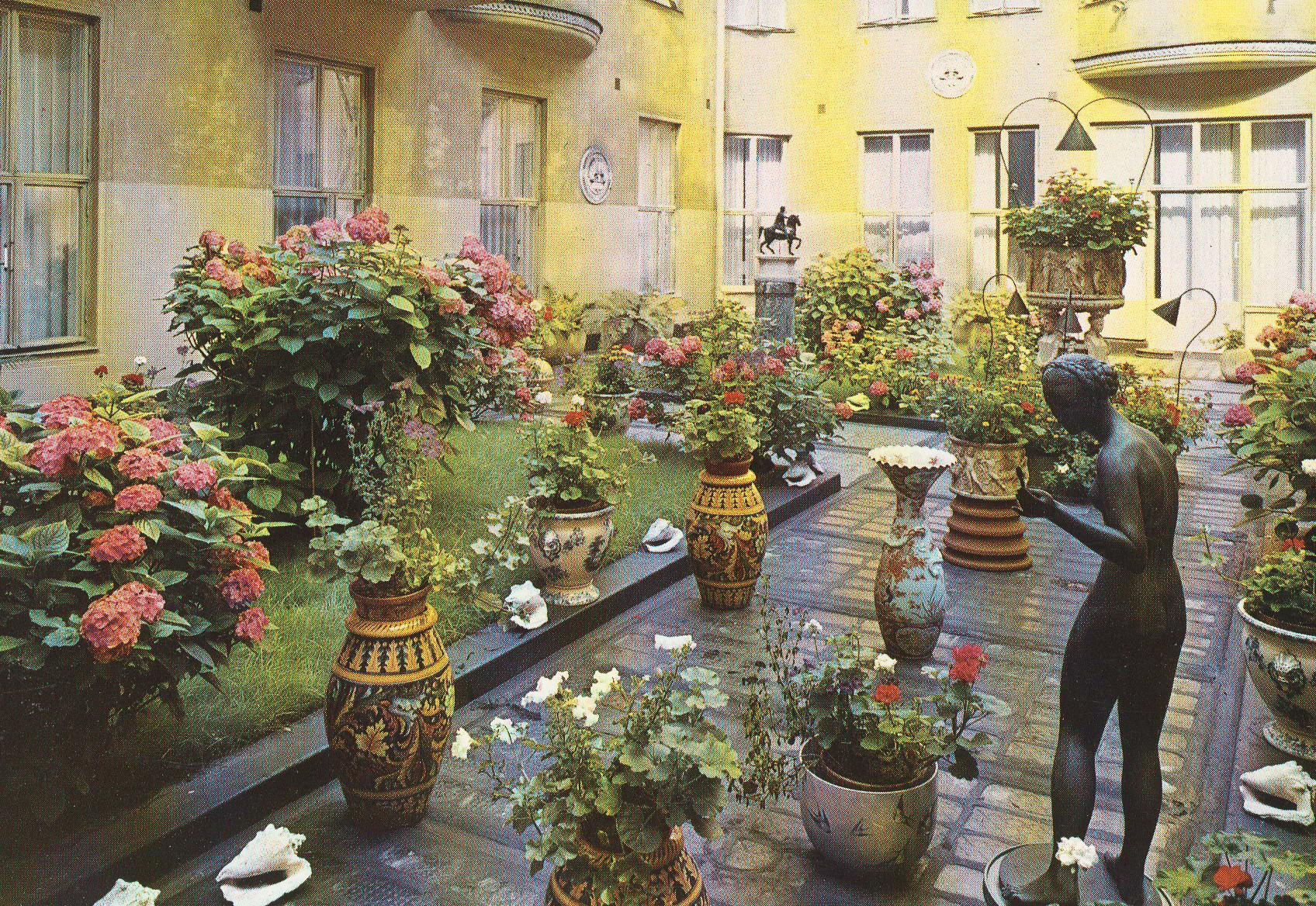
Hotellets trädgård.

Hotel Regina var ett hotell på Norrmalm i Stockholm beläget på Drottninggatan 42-44 i norra delen av kvarteret Skansen, nära korsningen mot Klarabergsgatan. Hotellet invigdes lagom till Konstindustriutställningen 1909 och revs i samband med Norrmalmsregleringen. Kvarterets norra del finns inte längre kvar utan har ersatts av Sergels torg. Huset ritades av arkitekterna Fritz Ulrich och Erik Hallquisth. Möjligtvis var även Ferdinand Boberg (som samarbetade med Ullrich & Hallquist) involverad i projektet, men några bevis finns inte. Bland hotellets gäster fanns bland annat Lenin och det svenska fotbollslandslaget som använde hotellet för samlingar innan landskamper på Stockholms Stadion. I hotellet fanns också Sveriges första bowlingbanor.

## Byggnaden
Hotel Regina ritades av arkitekterna Ullrich & Hallquisth, ett arkitektkontor som hade specialiserat sig på framförallt banker. Hotellbyggnaden vid Drottninggatan invigdes i samband med Konstindustriutställningen 1909 i Stockholm. Fasaden gestaltades i jugendstil, iögonfallande var de stora glasade burspråk mot Drottninggatan, därbakom fanns matsalen. En annan typisk jugenddetalj var fasadens pilastrar som avslutades med vackra medaljonger. Mot baksidan fanns en omtalad hotellträdgård, omgiven på alla sidor av gästrum.

## Hotellet i idrottshistorien
Hotellet fungerade som samlingsplatser för fotbollslandslaget inför viktiga landskamper, exempelvis inför Danmarksmatchen 1931 som blev känd som solskenslandskampen och slutade med en 3-1-seger för Sverige. Tore Nilsson beskriver förberedelserna så här i en minnesartikel om John "Jompa" Nilsson från 1978: Det var samling för landslagsspelarna på Hotell Regina, vilket ytterligare markerade att det var någonting alldeles extra att spela mot danskarna. En annan fotbollsspelare som besökte Regina för en landslagssamling var Lennart Nacka Skoglund som redan som 19-årig blev kallad dit, på hotellet mötte han AIK-spelaren Hasse Möller som han delade rum med. Skoglund spelade vid denna tid för Hammarby IF, men under träningarna som följde på samlingarna fick AIK:s ledning genom den legendariska forna spelaren Putte Kock upp ögonen för honom och använde Möller för att övertala Nacka att skriva på. Övergången genomfördes samma år.
Hotellet var också platsen för Sveriges första bowlingbana. Mannen bakom banorna var Bruno Söderström som hade tagit silver i stavhopp i olympiaden i Aten 1906. Som tack för sina insatser fick Söderström ett stipendium för att studera idrott i USA, där han stannade tills han 1908 återvände till Europa för att delta i de Olympiska sommarspelen 1908 i London där han erövrade en bronsmedalj i stav på höjden 3,58 meter. I USA fascinerades han av den nya trenden bowling, och han tog med sig reglerna och ritningar för bowlingbanor tillbaka till Sverige. Söderström lyckades få ihop finansiärer, bland dem NK:s direktör Josef Sachs och banorna blev en stor framgång och besöktes av personer som Anders Zorn, prins Eugen och Hasse Z.

## Lenins besök och andra utländska gäster

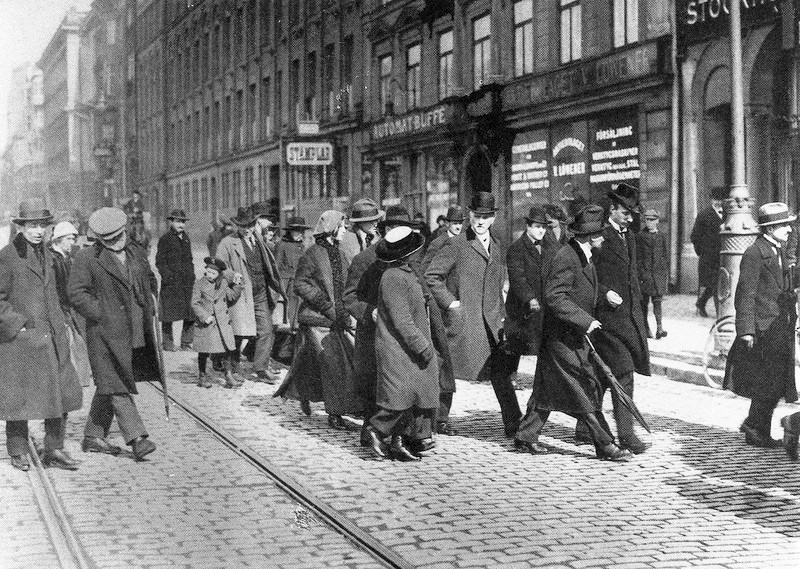
Lenin (herren med paraply) tillsammans med Ture Nerman (t.h. om Lenin) och Carl Lindhagen.

I april 1917 bokade riksdagsmannen och vänsterpolitikern Fredrik Ström tio rum i Hotel Regina för ett stort sällskap "på brådskande resa". Sällskapet bestod bland annat av Vladimir Lenin, hans hustru Krupskaja och flera andra kända bolsjeviker.  Lenins besök skildras av Ralph C. Elwood i hans bok om Inessa Armand. Det unika fotografiet av hela sällskapet togs av en av Sveriges första pressfotografer, Axel Malmström.
Lenin och hans sällskap med bland annat Armand togs emot av ett stort pressuppbåd och bland annat Stockholms borgmästare Carl Lindhagen och Ture Nerman som eskorterade sällskapet till Hotell Regina där en bankett arrangerades av svenska socialister innan sällskapet åkte vidare mot Haparanda för att korsa gränsen mot Ryssland.
Bland andra utländska gäster efter Lenin kan nämnas en rumänsk delegation som disponerade en hel svit åren 1917-1918. Periodvis fanns här även den estniska legationen.

## Rivningen
Hotellet revs 1962 tillsammans med resten av kvarterets bebyggelse för att ge plats åt Sergels torg. Hotellet låg på vad som idag är Sergels torgs nordvästra hörn där nedgången till T-Centralen tunnelbanestation finns.

### Interiörbilder
Ett svep interiörfotografier togs av Lennart af Petersens i mars 1962 strax före rivningen.

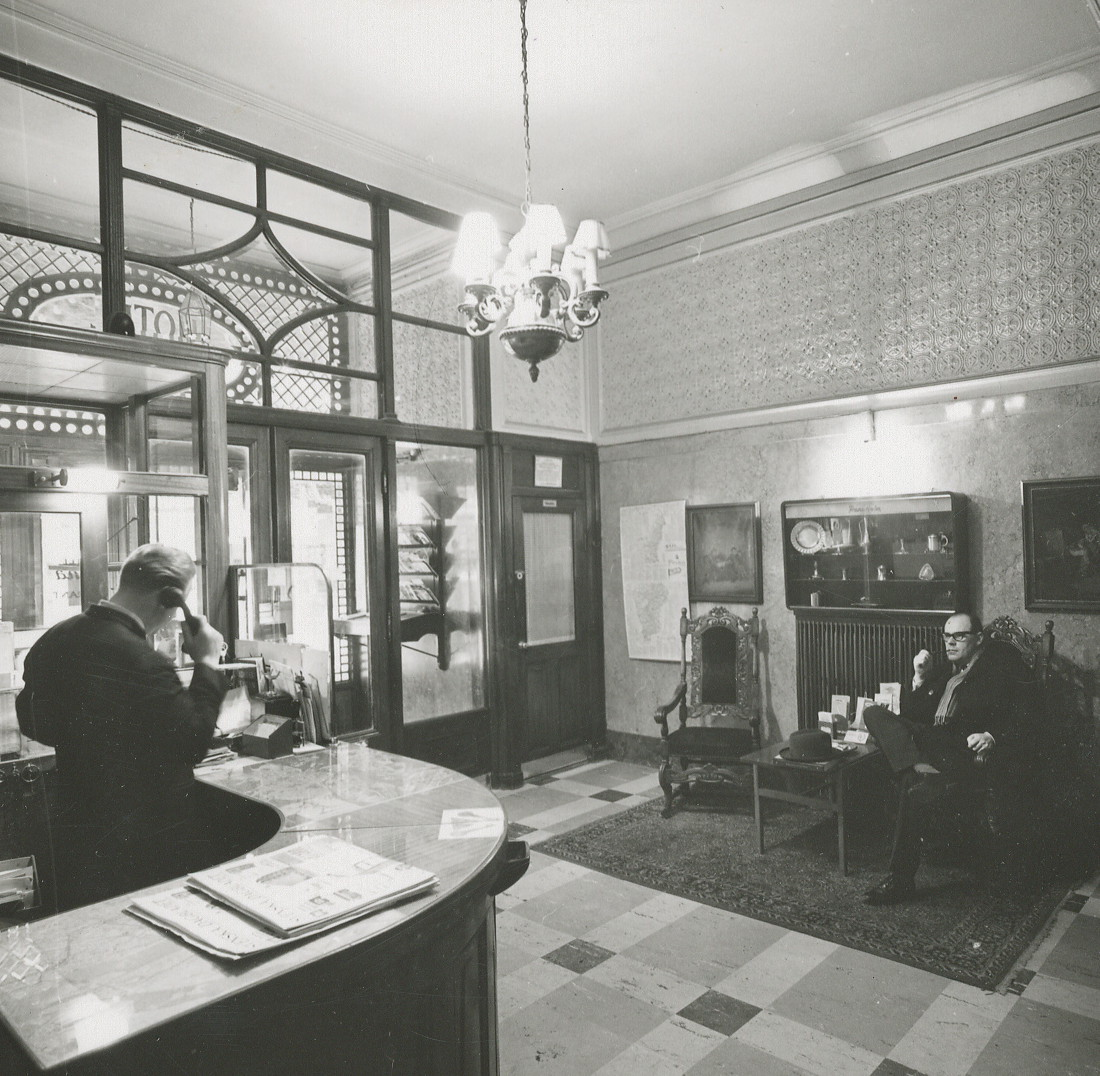
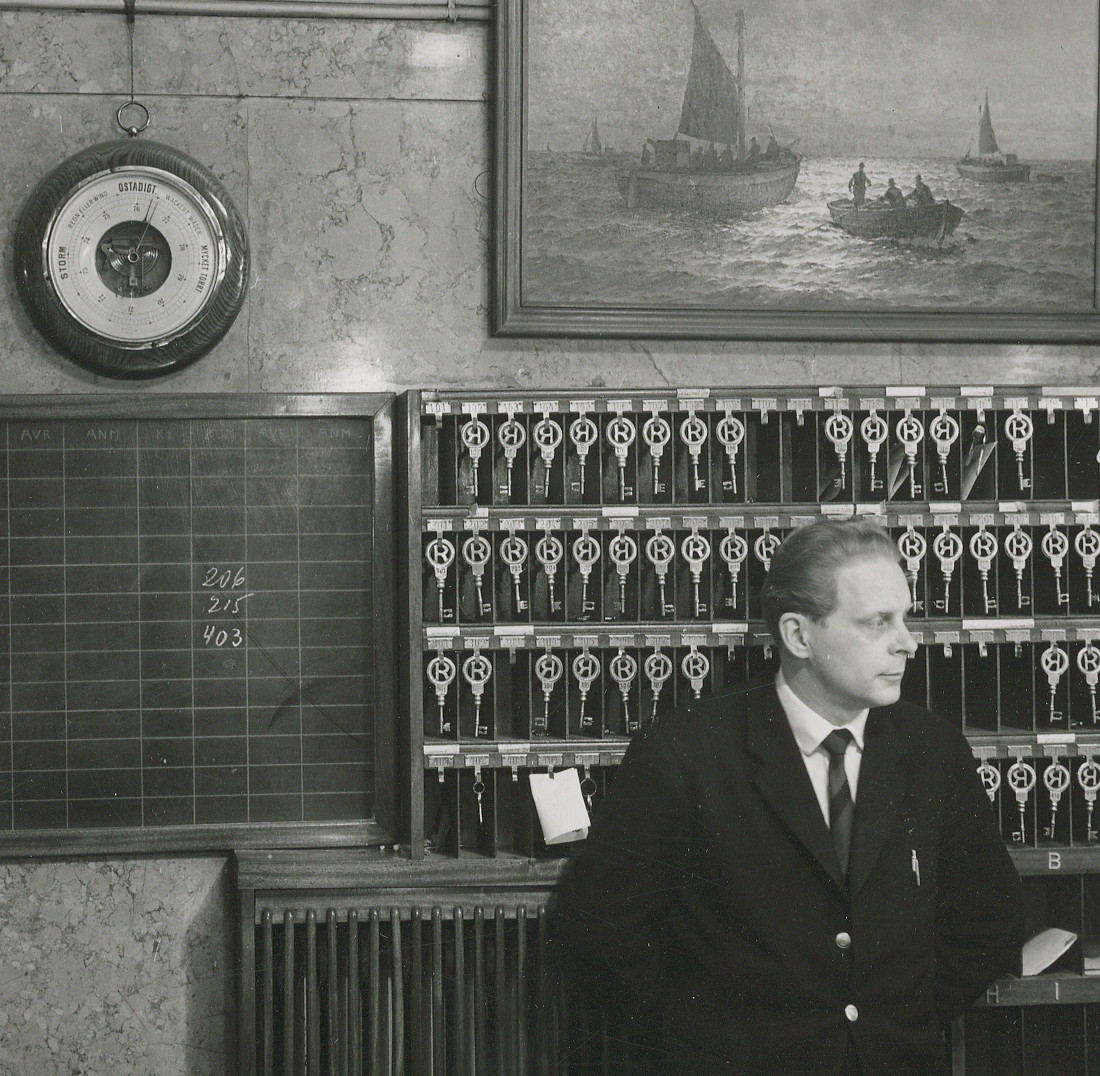
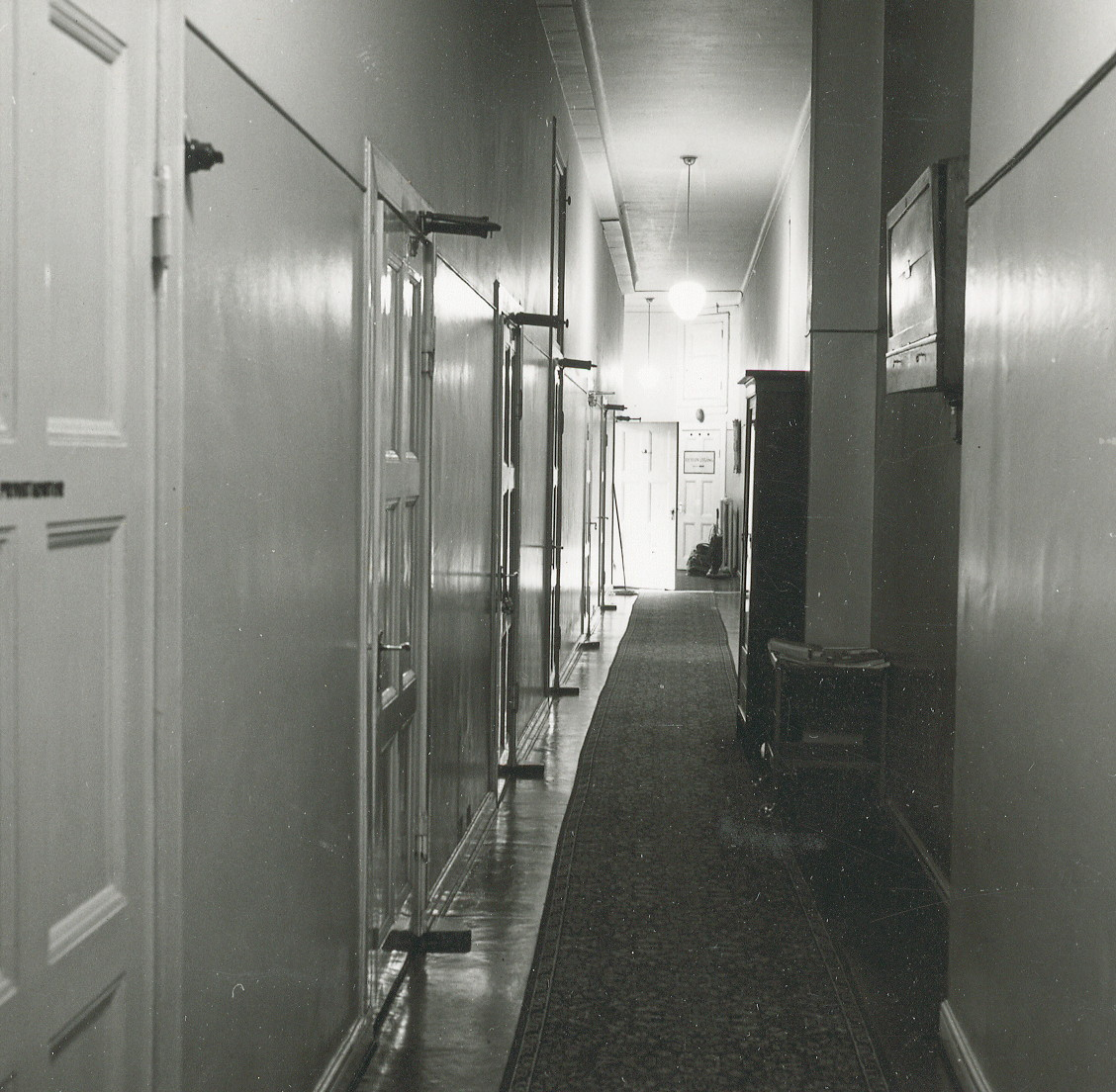
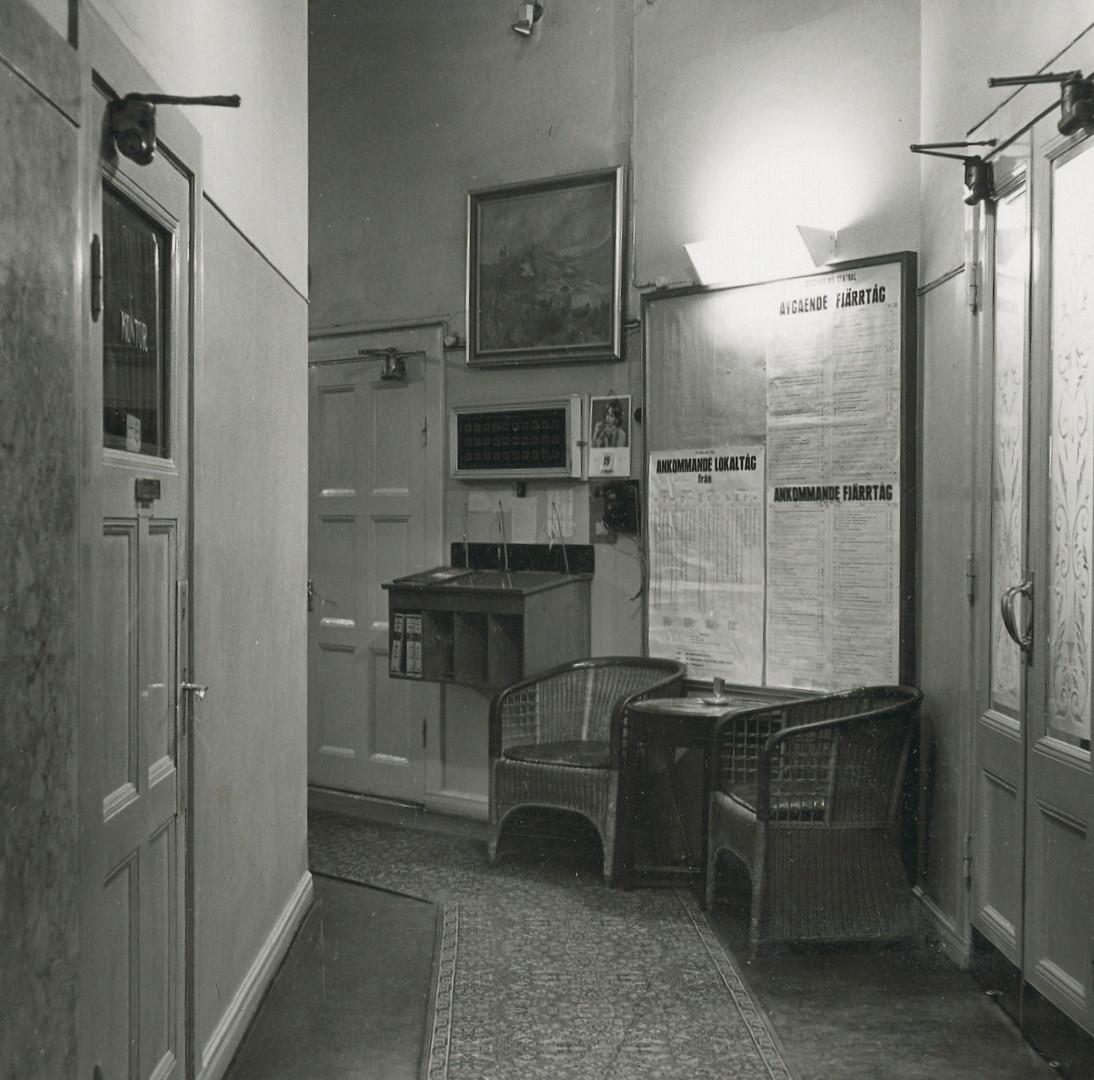
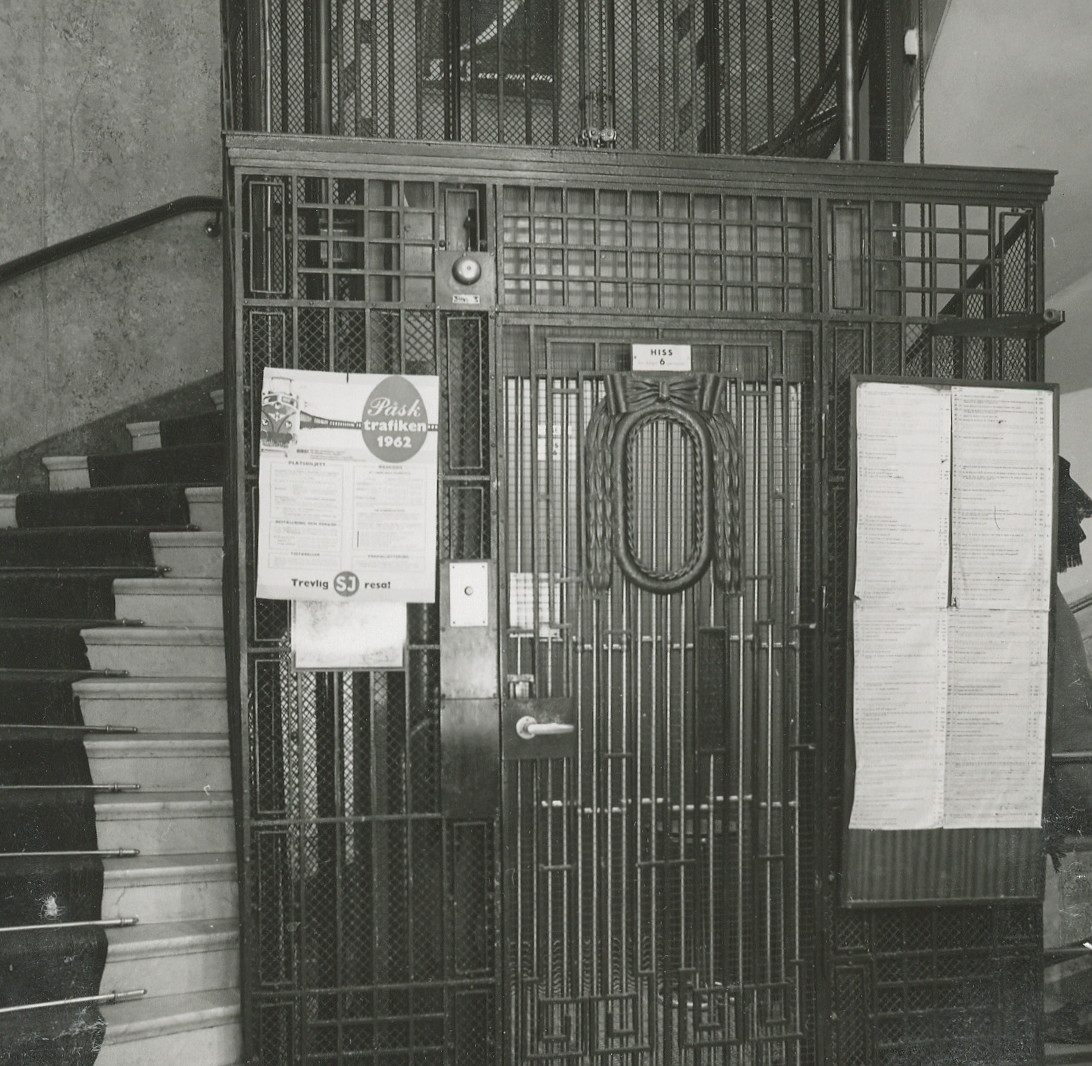
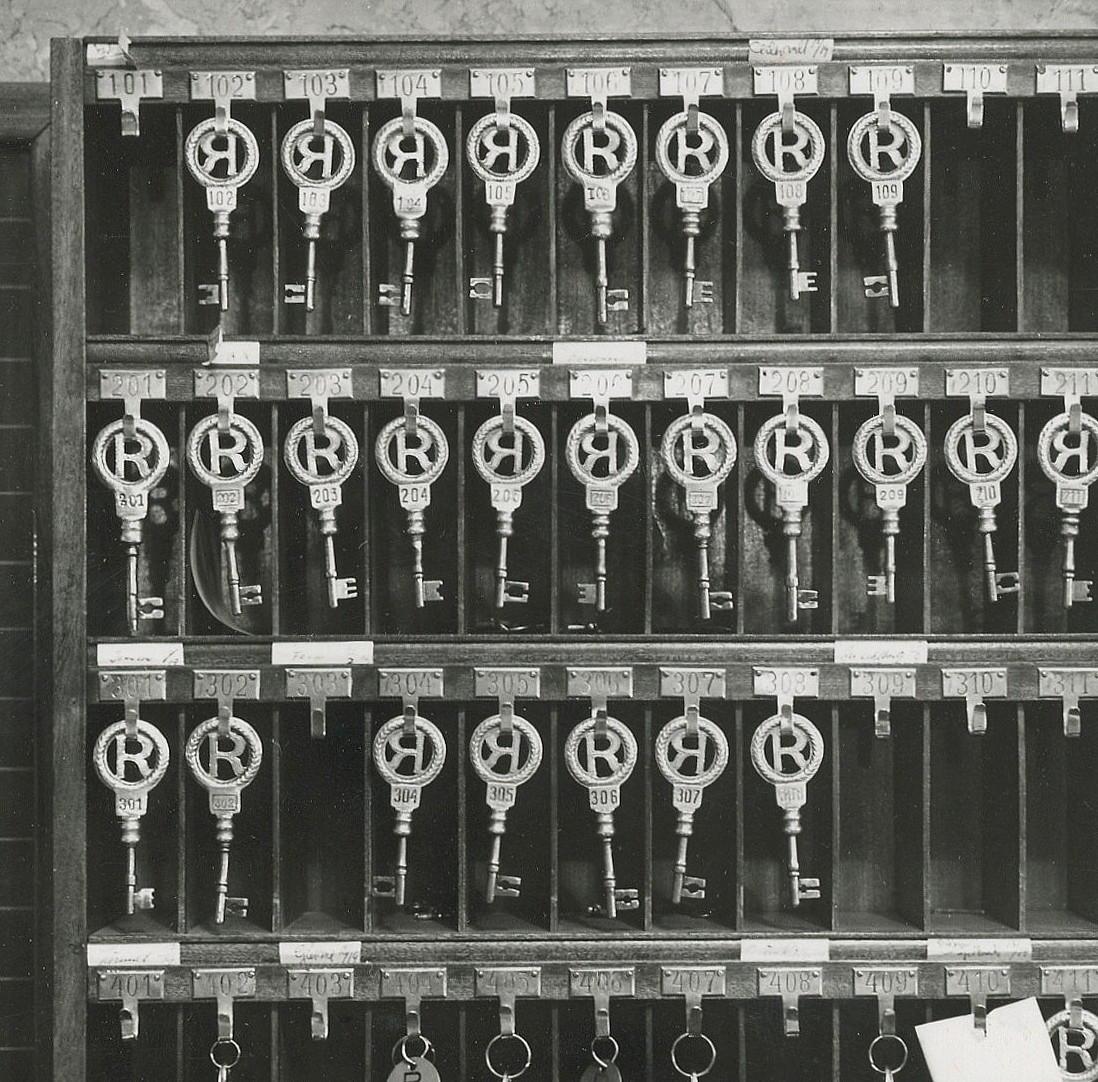